# Arhynchobatis asperrimus
Arhynchobatis asperrimus är en rockeart som beskrevs av Waite 1909. Arhynchobatis asperrimus är ensam i släktet Arhynchobatis som ingår i familjen Arhynchobatidae. IUCN kategoriserar arten globalt som otillräckligt studerad. Inga underarter finns listade i Catalogue of Life.